# 涼月號護衛艦
涼月號護衛艦（日语：すずつき護衛艦）是日本海上自卫队护卫舰，是秋月级护卫舰的第三艘。是旧日本海军秋月级驱逐舰第三艘涼月號驅逐艦的第二代版本，舰名取自“神清气爽秋天的月亮（爽やかに澄み切った秋の月）”之意。2011年开始动工建造，2012年下水，2014年服役。满载排水量6800吨，全长150.8米。

## 相关事件
2019年4月23日，参加中国人民解放军海军建军70周年在山东青岛召开的国际海上阅兵式。
2024年7月4日，在未知会中国的情况下，涼月號进入靠近浙江省海岸约22公里的中国领海航行約20分钟。中国方面發現後要求凉月号立即离开，凉月号加速在中国领海航行，遭中国人民解放军海军多次广播警告及两次炮击警告后，才离开中国领海。一周後，中国外交部就此向日方提出“严正交涉”，并要求此类事件不再发生。日本政府则通过外交和防务渠道告知中方，将调查事故原委。9月下旬，日本再向中国表示，凉月号护卫舰驶入中国领海是无意之举，作為逞處，該涉事舰长已被撤换。